# Jack Steel
Pour les articles homonymes, voir Steel.

a Compétitions nationales et continentales officielles uniquement.

b Matchs officiels uniquement.
John Steel dit Jack Steel, né le 10 novembre 1898 à Dillmanstown et mort le 4 août 1941 à Greymouth, était un joueur de rugby à XV qui a joué avec l'équipe de Nouvelle-Zélande au poste de trois-quarts aile.  

## Carrière
Il dispute son premier test match avec l'équipe de Nouvelle-Zélande le 13 août 1921 contre l'équipe d'Afrique du Sud. Son dernier test match est contre l'équipe de France, le 18 janvier 1925. En tournée avec les All-Blacks, il marque 21 essais en 18 matchs. Il décède lors d'un accident de voiture en 1941.

## Statistiques en équipe nationale
- Nombre de test matchs avec les All Blacks : 6
- 9 points (3 essais)
- sélections par année :
- Nombre total de matchs avec les All Blacks : 38